# Stanley Jordan
Pour les articles homonymes, voir Jordan.
Stanley Jordan (31 juillet 1959 à Chicago) est un guitariste, pianiste et chanteur de jazz/jazz fusion américain, connu en particulier pour sa technique de tapping qui consiste à utiliser ses deux mains polyphoniques à la guitare. Grâce à cette technique particulière, il lui est possible de jouer sur deux guitares en même temps, voire de jouer sur une guitare et un piano en même temps.

## Débuts
Stanley Jordan a commencé la musique à l'âge de trois ans. Après avoir appris à jouer du piano, il découvre la guitare à onze ans. N'étant pas satisfait du son que procure cet instrument à cordes joué de manière « normale », Stanley Jordan a commencé à développer une technique de tapping dont les possibilités de jeu s'approchent de celles d'un piano (polyphonie et contrepoint). Plus tard, dans les années 2000, cette technique lui permit pour la première fois de jouer en même temps de la guitare d'une main, et du piano de l'autre.

## Accordage
Stanley Jordan utilise un accordage moins courant que l'habituel EADGBE (Mi La Ré Sol Si Mi) : il emploie le « All fourths tuning », littéralement accordage en quartes. L'intervalle entre chaque corde est d'une quarte juste (2 tons et demi, ou 5 demi-tons) de la corde plus grave, c'est-à-dire EADGCF (Mi La Ré Sol Do Fa). Selon lui, cet accordage simplifie le manche de la guitare, le rendant plus logique. À noter qu'une variante du All fourths tuning existe un demi-ton plus bas (D#G#C#F#BE ou Ré# Sol# Do# Fa# Si Mi), permettant de conserver des écarts de quartes sans appliquer de tensions trop élevées aux deux cordes les plus aigües, puisque dans ce schéma ce sont les quatre cordes graves que l'on abaisse d'un demi-ton.

## Guitares
Stanley Jordan a commencé sa carrière professionnelle en utilisant une guitare Travis Bean. Depuis 1984 il joue principalement sur une guitare de la marque Vigier modèle Arpege. Le modèle a été adapté à son jeu, en effet la touche qui est normalement bombée est ici plate, ceci permet une hauteur de cordes très basse, moins de 0,7 mm, rendant ainsi le jeu en tapping plus aisé.

## Discographie
- Touch Sensitive (1982)
- Magic Touch (1985)
- Standards, Vol. 1 (1986)
- Flying Home (1988)
- Cornucopia (1990)
- Stolen Moments (1991)
- Bolero (1994)
- The Best of Stanley Jordan (1995)
- Stanley Jordan Live in New York (1998)
- Relaxing Music for Difficult Situations, I (2003)
- Ragas (2004)
- Dreams of Peace (2004)
- State of Nature (2008)

## Filmographie
Stanley Jordan joue son propre rôle dans le film de Blake Edwards Boire et Déboires. C'est une scène d'enregistrement en studio à laquelle assistent Bruce Willis et Kim Basinger les héros du film.